# Ann Glover
Ann Glover, död 1688, var en engelsk kvinna som avrättades för häxeri i Boston.
Hon var den sista person som avrättades för häxeri i Boston och tillhör de mest kända häxerimålen i Nordamerika.